# Carlos Tenorio
Pour les articles homonymes, voir Tenorio.
Carlos Vicente Tenorio Medina, né le 14 mai 1979 à Esmeraldas (Équateur), est un footballeur équatorien. Il joue au poste d'attaquant.
Bien qu'il porte le même patronyme, il n'a aucun lien de parenté avec Edwin Tenorio.

## Carrière

### En équipe nationale
Il reçoit sa première cape en novembre 2001 à l'occasion d’un match contre l'équipe du Chili.
En juin 2002, le sélectionneur Hernán Darío Gómez annonce que Carlos Tenorio est retenu dans la liste des 23 joueurs pour jouer la Coupe du monde 2002 au Japon.
Quatre ans plus tard, il est de nouveau convoqué par Luis Fernando Suárez pour participer à la Coupe du monde 2006 en Allemagne avec l'Équateur.

## Palmarès
- 52 sélections en équipe nationale (12 buts)
- Champion du Qatar en 2004